# Thaumatoxena wasmanni
Thaumatoxena wasmanni är en tvåvingeart som beskrevs av Gustav Breddin och Borner 1904. Thaumatoxena wasmanni ingår i släktet Thaumatoxena och familjen puckelflugor. Inga underarter finns listade i Catalogue of Life.